# Heinrich Hahn (Historiker)
Heinrich Martin Ludwig Hahn (* 10. März 1829 in Breslau; † 1919) war ein deutscher Historiker, Gymnasiallehrer und Autor.

## Leben
Der Sohn des Kaufmanns Martin Hahn besuchte das Maria-Magdalenen-Gymnasium in Breslau, wo er am 10. März 1849 das Abitur erlangte. Anschließend studierte er Geschichte an den Universitäten Breslau und Berlin. Am 29. Dezember 1853 wurde er in Breslau promoviert. Bis Michaelis 1855 war er als Hauslehrer auf Radaxdorf (bei Leuthen) tätig. Danach absolvierte er das Examen „pro facultate docendi“ und von Ostern 1856 bis 1857 das Probejahr an der Luisenstädtischen Realschule in Berlin. Von 1857 bis 1858 nahm er im Auftrag des Königlichen Schulkollegiums eine Stellvertretung am Gymnasium zu Potsdam wahr. Schließlich fand er eine Anstellung am Friedrichswerderschen Gymnasium in Berlin. Ab Ostern 1861 unterrichtete er an der Luisenstädtischen Realschule.
In den Jahren 1907 und 1913 schenkte Hahn seine Sammlung zur Geschichte der Karolinger der Berliner Stadtbibliothek.

## Werke
Neben Aufsätzen in den Berliner Blättern für Schule und Erziehung, in der Zeitschrift für das Gymnasialwesen und im Archiv der Gesellschaft für ältere deutsche Geschichtkunde sowie Artikeln der Allgemeinen Deutschen Biographie schrieb Hahn:
- Qui hierarchiae status fuerit. Pippini tempore, quaestio. Dissertatio inauguralis historica. Sulzbach, Breslau [1853] (Digitalisat in der Google-Buchsuche; Dissertation, Universität Breslau, 1853).
- Die Reise des heiligen Willibald nach Palästina. eine historische-geographische Abhandlung. Aus dem Programm der Luisenstädtischen Realschule besonders abgedruckt. Petsch, Berlin 1856 (Digitalisat).
- Geographische Fragen zur Anspornung der Selbstthätigkeit für die Schüler der untern Klassen von Gymnasien, Real- und andern Schulenanstalten. Enslin, Berlin 1859.
- Sur le lieu de naissance de Charlemagne. Mémoire présenté à l’Académie Royale de Belgique en réponse à la question suivante: Charlemagne est-il né dans la province de Liège? Dümmler, Berlin 1861 (Digitalisat in der Google-Buchsuche).
- Jahrbücher des fränkischen Reichs (741–752) (= Jahrbücher der Deutschen Geschichte. Bd. [3]). Duncker und Humblot, Berlin 1863 (Digitalisat).
- Die Söhne Albrechts des Bären, Otto I., Sigfried, Bernhard 1170–84. Theil 1: Ihre Theilnahme an den Reichsangelegenheiten. [Aus dem Jahresbericht der Louisenstädtischen Realschule.] Moeser, Berlin 1869.
- Bonifaz und Lul. Ihre angelsächsischen Korrespondenten. Erzbischof Luls Leben. Veit, Leipzig 1883 (Digitalisat).